# Echeveria chapalensis
Echeveria chapalensis är en fetbladsväxtart som beskrevs av R. Moran och C.H. Uhl. Echeveria chapalensis ingår i släktet Echeveria och familjen fetbladsväxter. Inga underarter finns listade i Catalogue of Life.